# MYBPHL
MYBPHL (англ. Myosin binding protein H like) – білок, який кодується однойменним геном, розташованим у людей на 1-й хромосомі. Довжина поліпептидного ланцюга білка становить 354 амінокислот, а молекулярна маса — 38 733.
| 10         |  | 20         |  | 30         |  | 40         |  | 50         |
| ---------- |  | ---------- |  | ---------- |  | ---------- |  | ---------- |
| MEAATAPEVA |  | AGSKLKVKEA |  | SPADAEPPQA |  | SPGQGAGSPT |  | PQLLPPIEEH |
| PKIWLPRALR |  | QTYIRKVGDT |  | VNLLIPFQGK |  | PKPQAIWTHD |  | GCALDTRRVS |
| VRNGEQDSIL |  | FIREAQRADS |  | GRYQLRVQLG |  | GLEATATIDI |  | LVIERPGPPQ |
| SIKLVDVWGF |  | SATLEWTPPQ |  | DTGNTALLGY |  | TVQKADTKSG |  | LWFTVLEHYH |
| RTSCIVSDLI |  | IGNSYAFRVF |  | AENQCGLSET |  | APITTDLAHI |  | QKAATVYKTK |
| GFAQRDFSEA |  | PKFTQPLADC |  | TTVTGYNTQL |  | FCCVRASPRP |  | KIIWLKNKMD |
| IQGNPKYRAL |  | THLGICSLEI |  | RKPGPFDGGI |  | YTCKAVNPLG |  | EASVDCRVDV |
| KVPN       |  |            |  |            |  |            |  |            |

A: Аланін

C: Цистеїн

D: Аспарагінова кислота

E: Глутамінова кислота

F: Фенілаланін

G: Гліцин

H: Гістидин

I: Ізолейцин

K: Лізин

L: Лейцин

M: Метіонін

N: Аспарагін

P: Пролін

Q: Глутамін

R: Аргінін

S: Серин

T: Треонін

V: Валін

W: Триптофан

Кодований геном білок за функцією належить до фосфопротеїнів. 
Задіяний у такому біологічному процесі, як альтернативний сплайсинг. 